# Drugshandel

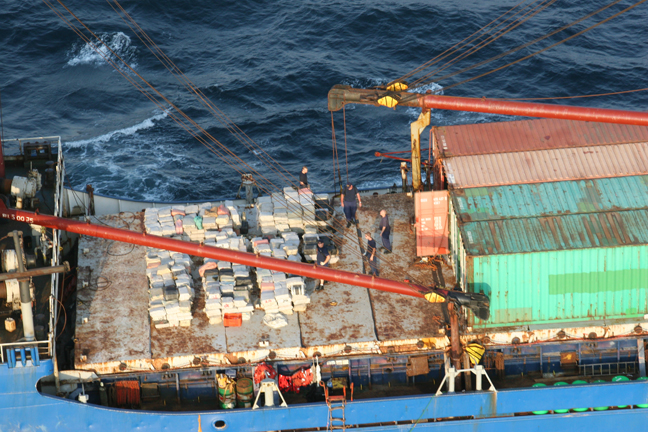
Panamees schip tijdens de grootste cocaïnevangst in de geschiedenis van de United States Coast Guard (in totaal 20 ton, met een waarde van meer dan 461 miljoen euro), voor de kust van Panama.

De drugshandel is de min of meer georganiseerde koop en verkoop van illegale drugs (bijvoorbeeld heroïne, cocaïne, opium en hasjiesj) zonder toestemming van de verantwoordelijke autoriteiten. Drugshandel kan een celstraf van wel 20 jaar opleveren. 
Als zodanig is het een vorm van drugscriminaliteit. Een drugshandelaar is iemand die zich hieraan schuldig maakt. 
Omdat de meeste drugs illegaal zijn, behoren drugshandelaren doorgaans tot de criminelen en kunnen zij het verdiende geld moeilijk op legale wijze investeren. Daarom proberen zij veelal via financiële constructies de herkomst van hun geld te verdoezelen. Dit wordt witwassen genoemd.
Ook staten kunnen zich bezighouden met handel in drugs. Zo handelde de Nederlandse staat in de achttiende en negentiende eeuw in ruwe opium die in Bengalen werd aangeschaft. Ze had daartoe de Amfioensociëteit opgericht. Eind negentiende eeuw ging de overheid in Nederlands-Indië zich ook bezighouden met de rechtstreekse levering aan gebruikers.
Personen die een aanzienlijk fortuin verwerven met drugshandel worden ook wel drugsbaron genoemd. Doorgaans wordt die positie niet bereikt zonder extreem geweld jegens mededingers.

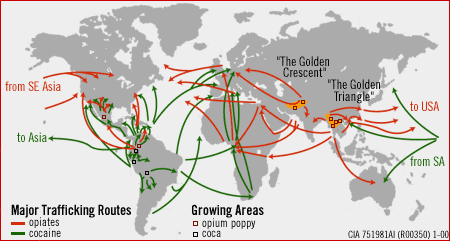
CIA-kaart van internationale illegale drugsverbindingen (2009)
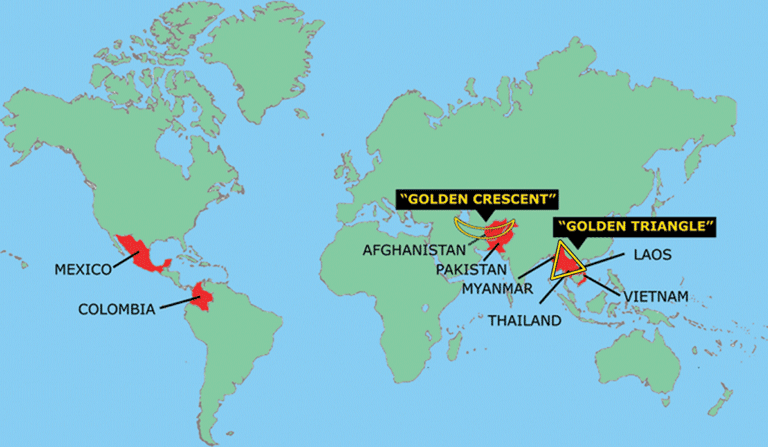
Belangrijkste heroïneproducerende landen ter wereld (rood)
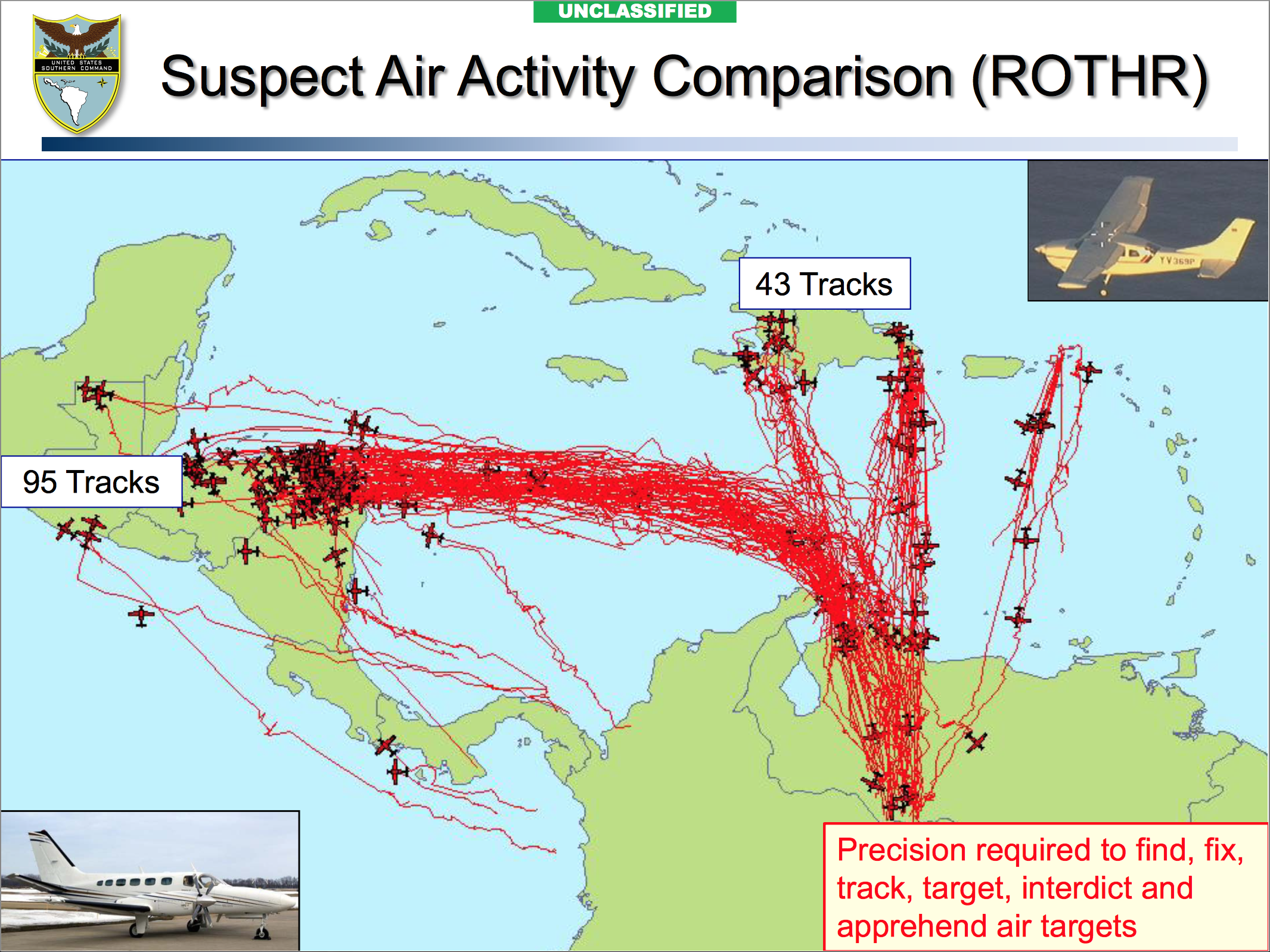
Luchtroutes voor drugshandel gecontroleerd door het US Southern Command

## Bekende drugshandelaren
- Fouad Abbas
- Roy Adkins
- Steve Brown
- Thea Moear
- Henk Rommy (alias "de Zwarte Cobra")
- Etienne Urka (alias "Eutje" & "De generaal")
- Johan Verhoek (alias "de Hakkelaar")
- Charles Zwolsman
- George Jung (alias "Boston George")

## Bekende drugsbaronnen
- Ramón Arellano Félix (Mexico)
- Griselda Blanco (Colombia)
- Klaas Bruinsma (Nederland) (alias "De Lange" & "De Dominee")
- Osiel Cárdenas Guillén (Mexico)
- Amado Carrillo Fuentes (Mexico)
- Pablo Escobar (Colombia)
- Miguel Ángel Félix Gallardo (Mexico) (alias  "El Padrino" & "El Jefe De Jefes")
- Joaquín "El Chapo" Guzmán (Mexico)
- Frank Lucas (Verenigde Staten)
- Manuel Noriega (Panama)
- Gilberto Rodríguez Orejuela (Colombia)
- Miguel Rodríguez Orejuela (Colombia)
- Ricky Donnell Ross (Verenigde Staten)
- Roberto Suárez Gómez (Bolivia)